# Choerophryne tubercula
Espèce
Synonymes
- Cophixalus tuberculus Richards, Johnston & Burton, 1992
- Albericus tuberculus (Richards, Johnston & Burton, 1992)

Statut de conservation UICN

 LC  : Préoccupation mineure
Choerophryne tubercula est une espèce d'amphibiens de la famille des Microhylidae.

## Répartition
Cette espèce est endémique de Papouasie-Nouvelle-Guinée. Elle se rencontre entre 1 200 et 1 900 m d'altitude dans la chaîne Centrale.

## Publication originale
- Richards, Johnston & Burton, 1992 : A new species of microhylid frogs (genus Cophixalus) from the Star Mountains, central New Guinea. Science in New Guinea, vol. 18, p. 141-145.